# Deemo II
《Deemo II》是一款由台灣雷亞遊戲所開發的音樂遊戲。該遊戲作為雷亞遊戲的十周年紀念作發售。該遊戲承襲的前代《Deemo》的下落式按鍵玩法，並添加場景探索與互動。玩家可操控女主角艾可（Echo）揭開本作世界觀的秘密。遊戲於2022年1月13日上線於Android與iOS平台。2024年9月14日，由hasuhasu代理的中國大陸版上架Android與IOS平台。

## 遊戲玩法
《Deemo II》的遊戲玩法除了繼承前代作品《Deemo》的玩法以外，遊戲另包含場景探索，非玩家角色（NPC）互動、收集、限時活動等。音符玩法與判定與前代大致相同，不過多出了需要進行長按的Hold音符。

## 故事
游戏设定在一個降下虛空之雨的世界裡，萬物只要碰到這場雨皆會長出白色花瓣而消逝。玩家所操控的角色艾可是一名突然出現在中央車站的女孩。她堅信是魔法師在虛空之雨降下時救了自己，並相信魔法師總有一天會回來解救大家。為守護中央車站，魔法師創造了守護靈Deemo，向來獨行並少與他人互動。與前作相比本作的Deemo為白色透明身體而非黑色。並可以通過與NPC互動、場景探索與解謎揭開虛空之雨背後的真相。

## 開發
《Deemo II》的開發最早在2019年時雷亞遊戲的年度發表會「RayarkCon」上發布，並在經過一年的製作後於2021年2月發布該遊戲的預告片。2021年12月24日，在經過兩年的開發後，雷亞遊戲宣布遊戲本體將於2022年1月13日上架於Android與iOS雙平台。

## 外部連結
- 官方网站